# A. G. Howard
Anita Grace Howard (nascida Anita Grace Ruggles, em Chelsea, Estados Unidos, um subúrbio ao norte de Boston, a 9 de junho de 1970), conhecida como A. G. Howard, é uma autora norte-americana de novelas, dirigidas a um público juvenil adulto, de temática fantástica, revisitando para sua audiência os universos literários de Alice no País das Maravilhas ou o Fantasma da Ópera.